# Елешев, Рахимжан Елешевич
Рахимжан Елешевич Елешев (13 июня 1938, аул Саралжын, Каратобинский район, Западно-Казахстанская область, КазССР, СССР — 5 сентября 2021, Алматы, Республика Казахстан) — советский и казахский учёный, доктор сельскохозяйственных наук (1984), профессор (1986). академик НАН РК (1996). Заслуженный деятель Казахстана (1998). Заслуженный деятель науки Республики Казахстан (1999). Лауреат Государственной премии Республики Казахстан (2001).

## Биография
Родился в 1938 году в аул Саралжын (по другим источникам, в Каратюбинском совхозе) Каратюбинского района КазССР.
В 1961 году с отличием окончил биолого-химический факультет Казахского педагогического института.
В 1961—1967 годах — ассистент, в 1967—1982 — доцент, в 1972—1982 — декан агрохимического факультета КазНАУ, в 1985—1992 годах — проректор по научной работе, после, в 1992—1997 годах — первый проректор, с 1997 года — заведующий кафедрой агрохимии и почвоведения в этом же университете, одновременно директор Института агробиологии и экологии при Казахском национальном аграрном университете.
В 1968 году защищает кандидатскую диссертацию на тему: «Агрохимия джамбулского аммофоса и сравнительная эффективность его с другими фосфатами». В 1984 году в сельскохозяйственной академии им. К. А. Тимирязева защищает докторскую диссертацию на тему: «Формы фосфатов в орошаемых почвах юго-восточного Казахстана и приемы рационального использования фосфорных удобрений» по специальности 06.01.04 «Агрохимия». В 1985 году становится профессором, в 1991 году — член-корреспондент ВАСХНИЛ, в 1996 году — академик Национальной академии наук Республики Казахстан.

## Семья
- Супруга — Айтхожаева Турганай Абдукаримовна, доцент, кандидат сельскохозяйственных наук. Сын — Мурат, профессор. Внучки — Акмарал, Ардак, Камилла[6].

## Научная деятельность

### Направления исследований
- проблемы сохранения и повышения плодородия почв;
- агроэкологические аспекты применения удобрений и управления качеством сельскохозяйственной продукции;
- сравнительная оценка биологических систем земледелия с интенсивной системой применения удобрений, теоретические вопросы биологической регуляции почвенных процессов с учетом нормативных показателей плодородия;
- системы применения удобрений в специализированных севооборотах и вопросы накопления тяжёлых металлов в почве и растениях при интенсивном применении средств химизации.

### Достигнутые результаты
- Разработал более эффективные приёмы применения фосфорных удобрений в орошаемом земледелии;
- Установил агрохимическую активность новых форм промышленных фосфатов местных месторождений, теоретически обосновал требуемые агрохимические параметры и уточнил условия их применения;
- Обосновал выбор рациональных технологических приемов внесения удобрений и некоторых элементов интенсивных технологий для обеспечения высокой продуктивности севооборотов.
- Разработал принципиально новую концепцию агрохимического обслуживания в Республике Казахстан на 2004—2010 годы;
- Разработал современную стратегию по проблемам совершенствования применения средств химизации.

Под его руководством защитили диссертации 38 кандидатов и 16 докторов наук.

### Научная и общественная деятельность
- Член Президиума HAH PK;
- Председатель диссертационного совета по защите докторских диссертаций;
- Член научно-технических советов при Министерстве сельского хозяйства Республики Казахстан и Центра биологических исследований МОН РК;
- Вице-президент Межгосударственного совета по агрохимии и агроэкологии Стран содружества;
- В 1997—2001 годах был председателем и членом президиума экспертного совета ВАК РК.
- В 1987—1991 годах входил в состав экспертного совета ВАК СССР.

### Некоторые работы
Автор более 300 научных трудов. Среди них:
- Фосфорные удобрения и урожай (фосфатный режим орошаемой пашни). — Алма-Ата: Кайнар, 1984. — 151 с.
- Фосфатный режим почв Казахстана, А., 1990;
- Фосфор а земледелии: проблемы оптимизации управления и экологии, А., 1991.
- Агрохимия: учеб. для вузов / соавт. Т. С. Смагулов. — Алматы, 1997. — 186 с.
- Система применения удобрений: учеб. пособие для студентов агрон. фак. с.-х. вузов / соавт.: Т. С. Смагулов, Б. С. Басибеков. — Алматы: Кайнар, 1997. — 191 с.
- Качество и безопасность сельскохозяйственных и пищевых продуктов / соавт. Е. Ж. Жумабеков. — Алматы, 2002. — 150 с.
- Современное состояние пахотных земель и пути воспроизводства их плодородия // Материалы науч.-теорет. конф. «История и современность». Астана, 2003. С. 97-102.
- Влияние приемов технологии на качество зерна / соавт. Б. Н. Насиев // Зерн. хоз-во. 2006. № 6. С. 8-9.
- Плодородие почв Республики Казахстан: проблемы и пути его решения / соавт. А. С. Сапаров // Пробл. агрохимии и экологии. 2008. №.2. С.48-51.
- Агрохимия және тыңайтқыш қолдану. Оқулық — А.,- 450 б. 2010, 28,0 п.л. Сапаров А. С., Балгабаев А. М., Туктугулов Е. А.
- Эффективность удобрений в различных почвенно-климатических зонах Республики Казахстан / соавт. А. С. Сапаров // Состояние и перспективы агрохим. исслед. в Геогр сети опытов с удобрениями / Всерос. НИИ агрохимии им. Д. Н. Прянишникова. М., 2010. С. 24- 29.
- Агрохимия, учебник А., издат корпорация «Дулат», 2011, 20,0 п.л., Елешев Р. Е., Рамазанова Р. Х., Балгабаев А. М.
- Современное земледелие и вопросы химизации сельского хозяйства в Казахстане. Межд. научно-практическая конф. посвященная 80-летию Института почвоведения и агрохимии НАН Беларуси, Минск, 2011
- Щелочные засоленные почвы Казахстана и их мелиорация//материалы Межд. научной конференции, Достижения науки и передовые технологии по восстановлению засоленных земель и улучшении эксплуатации ирригационных сооружений Ашхабад.: 2011 Елешев Р. Е., Кубенкулов К. К.
- Плодородие почв в земледелии Казахстана: проблемы, перспективы и вопросы сохранения. журнал Известия НАН РК, А., № 5, 2011. — С.3-5
- Влияние удобрений на химический состав растений льна масличного. Вестник с/х науки Казахстана. № 12, А., Изд-во Бастау, 2011
- Содержание подвижного никеля в светлых сероземах ЮКО. Научный журнал Исследования, результаты, А. 2011, № 2. — С.10-14
- Накопление тяжелых металлов в почвах и растениях территорий, прилегающих к промышленным объектам. Научный журнал Исследования, результаты, А. 2011, № 2. — С.68-71.
- Оптимизация мощности увлажняемого слоя почвы в заслушливых регионах при совершенствовании агротехнологий / соавт.: С. Б. Кененбаев и др. // Земледелие. 2012. № 1. С. 3-5.
- Эффективность гербицидов в посевах льна масличного в условиях орошаемых лугово-каштановых почв. Химический журнал Казахстана, А., № 1, 2012. С.151-154 Елешев Р. Е.,Бакенова Ж. Б.
- Влияние систем применения удобрений в плодосменном севообороте на агрохимические свойства лугово-каштановых почв. Материалы VIII Международной научно-практической конференции «Новейшие научные достижения». Республика Болгария, София, С. 15-20, 2012

### Патенты
Соавтор нескольких патентов:
- Способ подготовки семян бахчевых культур дынь и арбузов к посеву. Номер полезной модели: 1420. Опубликовано: 15.04.2016. Авторы: Гусейнов И. Р., Бигараев О. К., Умбетаев И., Махмаджанов С. П., Елешев Р. Е. МПК: A01C 1/00;
- Способ междурядной обработки бахчевых культур. Номер полезной модели: 1417. Опубликовано: 15.04.2016. Авторы: Гусейнов И. Р., Махмаджанов С. П., Бигараев О. К., Умбетаев И., Елешев Р. Е. МПК: A01B 79/00;
- Способ выращивания сельскохозяйственных культур. Номер предварительного патента: 20204. Опубликовано: 17.11.2008. Авторы: Тукенова З. А., Якунин А. И., Сабазов Б. К., Рамазанова Р. Х., Елешев Р. Е., Якунин И. А. МПК: A01N 47/28, A01N 59/12, A01N 57/00…
- Способ мелиорации сельскохозяйственных земель. Номер патента: 23482. Авторы: Джамантиков Х., Елешев Р. Е., Джамантиков Р. Х., Вильгельм М. А., Джамантикова М. Х. МПК: C09K 17/00, B09C 1/08[8].

## Учёное звание
- 1984 — доктор сельскохозяйственных наук
- 1986 — профессор
- с 1996 академик НАН РК
- академик Российской академии сельскохозяйственных наук
- академик Международной академии аграрного образования (с 1995)
- академик Академии наук высшей школы Казахстана (с 2000)

## Награды
- Награждён пятью медалями СССР и Республики Казахстан, двумя почётными грамотами Верховного Совета Казахской ССР (1977, 1980)
- 1990 — Лауреат премии СССР им Д. Н. Прянишникова
- 1995 — Памятная медаль им. В. В. Докучаева
- 1998 — Присвоено почетное звание «Қазақстанның еңбек сіңірген қайраткері» (заслуженный деятель Казахстана)
- 2001 — Лауреат Государственный премии Республики Казахстан в области науки
- 2002 — Премии Республики Казахстан им. А. И. Бараева и Премии им. А.Байтурсынова.
- 2002 — Знак «За заслуги в развитии науки» Министерства образования и науки РК
- 2004 — Медаль «50 лет Целине»
- 2005 — Орден Курмет
- 2007 — Памятная медаль им. И. И. Синягина
- 2008 — Медаль «10 лет Астане»
- 2010 — Орден Парасат
- 2018 — Орден «Барыс» ІІІ степени (5 декабря 2018 года) За заслуги в науке Казахстана.[9].